# Ralph Smart
Pour les articles homonymes, voir Smart (homonymie).
Ralph Foster Smart est un réalisateur, un scénariste et un producteur de télévision britannique né le 27 août 1908 à Chingford (actuellement dans la Grand Londres, à l'époque dans le comté de l'Essex) et mort le 12 février 2001 à Bowen dans le Queensland (Australie).

## Biographie
Après avoir commencé sa carrière dans les documentaires, il passe au cinéma de fiction, puis à la télévision.

## Filmographie (sélection)

### Cinéma
- 1946 : La route est ouverte (The Overlanders) de Harry Watt (producteur)
- 1947 : Noël en brousse (en) (Bush Christmas) (producteur, scénariste et réalisateur)
- 1950 : Sources amères (en) (Bitter Springs) (scénariste et réalisateur)
- 1951 : Peppino et Violetta (scénariste et réalisateur)
- 1951 : Quand les vautours ne volent plus (en) (Where No Vultures Fly) de Harry Watt (scénariste)
- 1953 : Une étrange jeune mariée (Always a Bride) (scénariste et réalisateur)

### Télévision
- 1956-1957 : The Buccaneers (producteur et réalisateur)
- 1958 : L'Homme invisible (producteur et scénariste)
- 1958 : Guillaume Tell (producteur et scénariste)
- 1969 : Aventures australes (producteur et scénariste)
- 1960-1961 puis 1964-1966 : Destination danger (producteur et scénariste)

## Distinctions

### Nominations
- BAFTA 1952 : British Academy Film Award du meilleur film pour Peppino et Violetta